# Mosteiro de Hemis

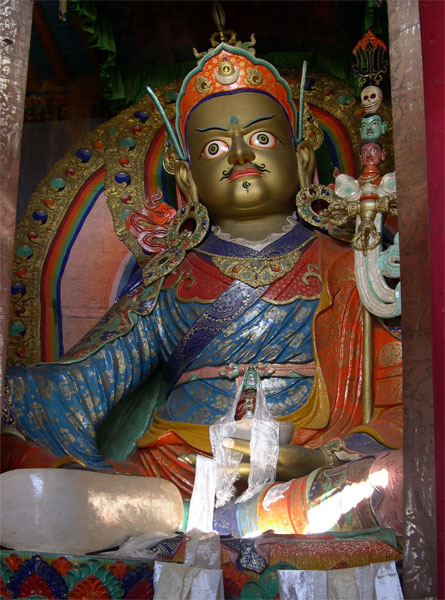
Figura de Padmasambhava no mosteiro

O Mosteiro de Hemis ou Gompa de Hemis é um mosteiro budista tibetano (gompa) da seita Drukpa Kagyu ("chapéus vermelhos") do Ladaque, noroeste da Índia. Situa-se a pouco mais de 40 km a sudeste de Lé, a capital regional, junto à aldeia de Hemis. Embora já tivesse existido antes do século XI, foi refundado em 1672 pelo rei do Ladaque Sengge Namgyal. Nele se realiza anualmente em junho um festival em honra de Padmasambhava (Guru Rinpoche), o fundador do budismo tibetano.

## História
O mosteiro existiu antes do século XI. Naropa, o mestre e tradutor que foi discípulo do iogue tântrico e mahasiddha Tilopa, morto provavelmente em 1040, está ligado ao mosteiro, onde foi encontrada uma biografia dele, que foi traduzida pelo tibetologista alemão Albert Grünwedel em 1916. Nesse manuscrito, Naropa (ou Naro) encontra o "azul escuro" (sânscrito: nila, que pode ser azul escuro ou negro) Tilopa (ou Tilo), um mestre tântrico, que dá a Naropa 12 "grandes" e 12 "pequenas" tarefas para o iluminarem para o inerente caráter vazio e ilusório de todas as coisas. Naropa é apresentado como o "abade de Nalanda", o mosteiro-universidade budista situada no que é hoje o Biar, no nordeste da Índia, que floresceu até ter sido saqueado por tropas turcas e afegãs muçulmanas. Esse saque deve ter sido o principal motivo para a peregrinação de Naropa a Hemis.
Depois de Naropa e Tilopa se terem encontrado em Hemis, voltaram para trás em direção a um certo mosteiro chamado Otantra, no desaparecido Reino de Mágada, o qual é identificado como sendo Odantapuri (em Bihar Sharif, Biar). Naropa é considerado o fundador da linhagem Kagyu do budismo esotérico himalaio, pelo que Hemis é o principal centro da linhagem Kagyu.[carece de fontes?]

## Festival de Hemis
O Festival de Hemis é dedicado ao Senhor Padmasambhava (Guru Rinpoche), que é venerado no mosteiro como o Espetáculo de Dança", que representa a reencarnação de Buda. Acredita-se que Padmasambhava nasceu no 10.º dia do 5.º mês do ano do Macaco, como tinha sido previsto pelo Buda Shakyamuni. Também se acredita que a missão da sua vida foi, e continua a ser, melhorar a condição espiritual de todos os seres vivos. Por isso, nesse dia que ocorre a cada 12 anos, realizam-se em Hemis grandes festividades em sua memória. Para os fiéis, a observância desses rituais sagrados proporciona força espiritual e saúde.[carece de fontes?]
O festival tem lugar no pátio retangular em frente da porta principal do mosteiro, um espaço amplo e aberto à exceção de duas plataformas quadradas elevadas, com pouco menso de um metro de altura, com um poste sagrado no centro. É instalado um estrado com um assento almofadado e uma mesa tibetana finamente pintada com objetos cerimoniais — taças com água sagrada, arroz cru, tormas e pauzinhos de incenso. Vários músicos tocam música tradicional com quatro pares de címbalos, grandes tambores metálicos, pequenas trompas e grandes instrumentos de sopro. Perto dos músicos há um pequeno espaço onde se sentam os lamas.[carece de fontes?]
As cerimónias começam com um ritual no início da manhã no cimo da gompa onde, ao som do rufar de tambores, choque retumbante de címbalos e o lamento espiritual de trompas, o retrato de "Dadmokarpo" ou "Rygyalsras Rinpoche" é cerimoniosamente posto em exposição para que todos o possam admirar e adorar. A parte mais esotérica das festas são as danças místicas de máscaras. As danças de máscaras do Ladaque são coletivamente chamadas "espetáculo de chams". Estes espetáculos são essencialmente uma parte da tradição tântrica e são realizados apenas nas gompas que seguem os ensinamentos tântricos Vajrayana e onde os monges praticam culto tântrico.[carece de fontes?]

## O evangelho perdido alegadamente encontrado no mosteiro

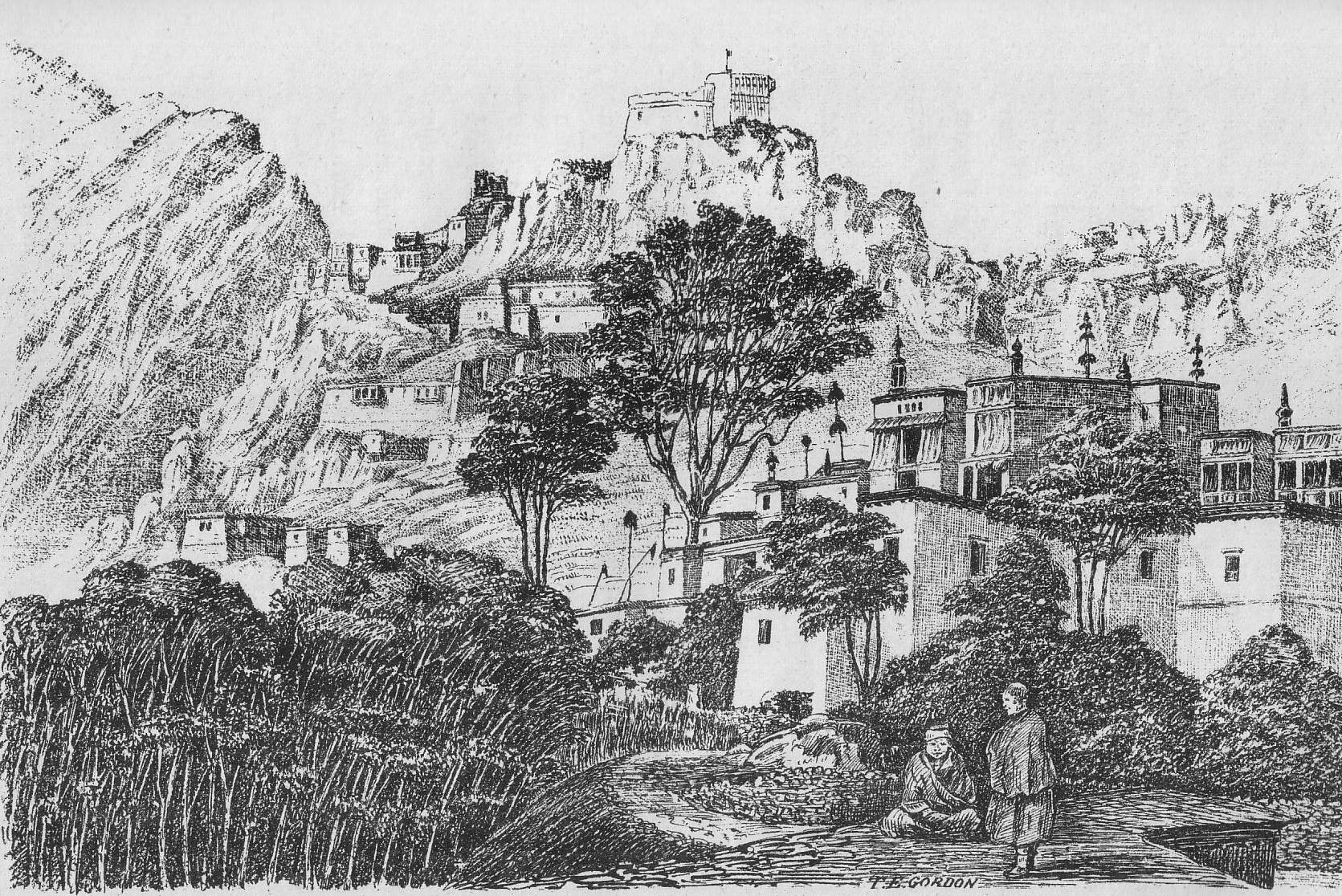
Gravura do Mosteiro de Hemis na edição original de 1876 do livro de “Roof of the World: Being the Narrative of a Journey over the High Plateau of Tibet to the Russian Frontier and the Oxus Sources on Pamir”

Em 1894, o jornalista russo Nicolas Notovitch afirmou que Hemis era a origem de um evangelho até então desconhecido — a “Vida de Santo Issa, o Melhor dos Filhos dos Homens” — no qual se relata que Jesus  teria viajado para a Índia durante os seus "anos perdidos", onde teria estudado com budistas e hindus antes de regressar à Judeia. Segundo Notovitch, a obra tinha sido preservada na biblioteca de Hemois e foi-lhe mostrada por um dos monges quando ele ali estava a recuperar de uma perna partida. No entanto, quando a estória foi reexaminada por historiadores, Notovitch teria confessado ter forjado as provas.    O controverso estudioso da Bíblia Bart D. Ehrman afirma que «Atualmente não há um único académico no planeta que tenha quaisquer dúvidas sobre a matéria. Toda a estória foi inventada por Notovitch, que ganhou uma boa quantia de dinheiro e um nível substancial de notoriedade por esse embuste.»
O pandita indiano Swami Abhedananda também alegou ter lido o mesmo manuscrito quando visitou Hemis em 1921. No capa do seu livro “Journey Into Kashmir and Tibet”, Abhedananda escreveu que o relato da estadia de Jesus foi traduzido para ele com a ajuda de um "lama local". Porém, depois da morte de Abhedananda, um dos seus discípulos admitiu que que quando ele foi ao mosteiro perguntar sobre os documentos foi-lhe dito que eles tinham desaparecido.[carece de fontes?] Inicialmente, Notovich também não tinha traduzido o manuscrito, pois não o sabia ler, tendo dito que quem fez a tradução foi o seu guia xerpa.  A versão de Notovich do manuscrito foi traduzido do tibetano para russo, francês e inglês. De acordo com o relato de Abhedananda a tradução feita para ele pelo lama era equivalente à publicada por Notovich.[carece de fontes?]